# 赵常谦
赵常谦（1941年—），男，汉族，河南人，中华人民共和国乌尔都语专家，曾任中国外文出版发行事业局常务副局长，中国翻译协会第一常务副会长，中华全国世界语协会副会长。